# 岡田栄美
岡田 栄美（おかだ えいみ、1984年12月6日 - ）は、日本の元女性声優。アミューズメントメディア総合学院声優学科卒業。東京都出身。以前はマウスプロモーションに所属していた。
詳しい時期は不明だが、声優業を引退している。

## 後任
岡田の引退により、持ち役を引き継いだ声優は以下の通り。
| 後任   | 役名     | 作品                          | 後任の初出演                                                     |
| ------ | -------- | ----------------------------- | ---------------------------------------------------------------- |
| 三木美 | マトイ   | 『ファイアーエムブレムif』    | 『ファイアーエムブレム ヒーローズ』                              |
| 三木美 | ティアモ | 『ファイアーエムブレム 覚醒』 | 『ファイアーエムブレム ヒーローズ』「負けず嫌いの聖夜 ティアモ」 |

## 出演
太字はメインキャラクター。

### テレビアニメ
2009年
- CANAAN（女性アナウンサーB、AWACS管制官）
- ミラクル☆トレイン〜大江戸線へようこそ〜（真夕）

2010年
- おとめ妖怪 ざくろ（女）
- 屍鬼（井崎聡子）
- セキレイ〜Pure Engagement〜（豊玉）
- 閃光のナイトレイド
- FAIRY TAIL（お店のお姉さん）
- FORTUNE ARTERIAL 赤い約束（女子、店員）

2011年
- セイクリッドセブン（エイミ）
- 殿といっしょ -眼帯の野望-（上杉家女中）
- Fate/Zero（TV音声）
- ブレイド（娼婦）

2012年
- キングダム（幽連）
- CØDE:BREAKER（クラスメイト）
- 灼眼のシャナIII（キャスター）
- ジョジョの奇妙な冒険（2012年 - 2013年、女性客B、女）
- しろくまカフェ（母）
- 絶園のテンペスト（2012年 - 2013年、アナウンス、アナウンサー、キャスターB、女子アナ）
- だから僕は、Hができない。（美菜の母、パネラー）
- 中二病でも恋がしたい!（生徒）
- マギ（2012年 - 2014年、おねえさん、ナージャ母、アニス、ひまわりさん、ソロモンの妃 他） - 2シリーズ
- リトルバスターズ!（2012年 - 2013年、高宮、風紀委員C、ラジオの声、寮母） - 2シリーズ
- ROBOTICS;NOTES（淳和の友達B、女の子B）

2013年
- アイカツ!（2013年 - 2015年、司会、音城貴子、小橋彩香）
- 宇宙戦艦ヤマト2199（ベリス・ライチェ）
- PSYCHO-PASS サイコパス（女子学生）
- ささみさん@がんばらない（学食のおばちゃん）
- 団地ともお（2013年 - 2015年、大根ひろ子、描き鉄）
- RDG レッドデータガール（中村可南子）

2014年
- ハイキュー!!（TVアナウンサー）

2016年
- アイカツスターズ!（2016年 - 2018年、八千草桃子） - 2シリーズ
- ジョーカー・ゲーム（エレーナ）
- ドラえもん（テレビ朝日版第2期）（2016年 - 2019年、母親、コニーの母、安雄のママ〈2代目〉）

2018年
- アイカツフレンズ!（先輩デザイナー）

### 劇場アニメ
- 劇場版 アイカツスターズ!（2016年、八千草桃子[8]）

### OVA
- リトルバスターズ! EX（2014年、クロ〈のら猫〉）
- 宇宙戦艦ヤマト2202 愛の戦士たち（2018年、アベルト・デスラー〈幼少期〉[9]）※ODS作品

### Webアニメ
- ROBOT TOWN SAGAMI 2028（2016年、悠美）
- マウスどうぶつえん（2018年、マナティのえいみ）

### ゲーム
2008年
- 428 〜封鎖された渋谷で〜

2010年
- fortissimo//Akkord:Bsusvier（有塚陣）
- ブレイズ・ユニオン（ユーディ）

2011年
- 侍道4
- fortissimo EXA//Akkord:Bsusvier（有塚陣）

2012年
- 極限脱出ADV 善人シボウデス（アナウンス）
- シェルノサージュ〜失われた星へ捧ぐ詩〜（プラム〈プライム・セオジウム〉）
- ファイアーエムブレム 覚醒（ティアモ）
- BLACK WOLVES SAGA - Bloody Nightmare -
- BLACK WOLVES SAGA - Last Hope -

2014年
- Kadenz fermata//Akkord：fortissimo（有塚陣）

2015年
- クリミナルガールズ2（マヤ）
- ファイアーエムブレムif（マトイ）

2016年
- アイカツ! フォトonステージ!!（八千草桃子）

2017年
- ファイアーエムブレム ヒーローズ（2017年 - 2018年、ティアモ〈初代〉）
- ファイアーエムブレム無双（ティアモ）
- BLACK WOLVES SAGA - Weiβ und Schwarz -

2020年
- ファイナルファンタジーVII リメイク

### 吹き替え

#### 映画
- アナベル 死霊館の人形（ミア・フォーム〈アナベル・ウォーリス〉）
- アメリカン・パイ in ハレンチ教科書（クリッシー）
- クラウド アトラス（ジョウ・シュン）
- ゴースト・バディーズ/小さな5匹の大冒険（サム）
- サブリミナル（ローラ）
- ジャックとジル
- ソーシャル・ネットワーク（アリス〈マリース・ジョー〉）
- ハーフ・デイズ（ソフィー〈オリヴィア・サールビー〉）
- ハンコック（ナンシー・グレイス）
- フレネミーズ（サヴァンナ、エマ）
- ヘンリー・アンド・ザ・ファミリー（アブダ）
- 抱擁のかけら（ブロンドの女）

#### テレビドラマ
- iCarly
- ALCATRAZ/アルカトラズ
- アローバース（フェリシティ・スモーク〈エミリー・ベット・リッカーズ〉）
  - ARROW/アロー
  - THE FLASH/フラッシュ
- アンフォゲッタブル 完全記憶捜査
- 華麗なる遺産(ソ・ウンソン)
- グッド・ワイフ
- CSI:11 科学捜査班
- CSI:ニューヨーク6
- シークレット・サークル（メリッサ）
- ゾウズ・フー・キル3 殺意の深層
- 続ハリーズ・ロー 裏通り法律事務所
- 孫子兵法
- タイタニック 愛と偽りの航海
- ハート・オブ・ディクシー ドクターハートの診療日記
- マードック・ミステリー 〜刑事マードックの捜査ファイル〜
- ミディアム4 霊能者アリソン・デュボア
- ラコニア号 知られざる戦火の奇跡
- リゾーリ&アイルズ2
- リベンジ（シャーロット・グレイソン〈クリスタ・B・アレン〉）
- ロマノフ家の末裔 〜それぞれの人生〜（ソフィ〈ルイーズ・ブルゴワン〉）第1話「ヴァイオレット・アワー」
- ワンス・アポン・ア・タイム（ブルーフェアリー〈キーガン・コナー・トレイシー〉）

#### アニメ
- ルーニー・テューンズ・ショー（プロポーズ女性）

### ムービーコミック
- 清く正しく美しく（2008年、豊橋ミチル）
- 近キョリ恋愛（2012年、滝沢美麗）

### プロモーション映像
- アニメ化企画進行中!?（2012年、風見川忍）

### オーディオブック
- グラウンドの空（2017年、朗読）
- グラウンドの詩（2017年、朗読）
- マチネの終わりに（2018年、是永）

### その他コンテンツ
- 劇場版アイカツ! 大スター宮いちごまつり前夜祭!!（ナレーション）
- 世界の衝撃ストーリー（声の出演）
- 世界が騒然!本当にあった㊙ミステリー（声の出演）